# Hemigymnus fasciatus
Hemigymnus fasciatus е вид лъчеперка от семейство Labridae.

## Разпространение
Видът е разпространен в Австралия, Американска Самоа, Британска индоокеанска територия, Вануату, Виетнам, Гуам, Джибути, Йемен, Индия, Индонезия, Кения, Кирибати, Китай, Кокосови острови, Коморски острови, Мавриций, Мадагаскар, Майот, Малайзия, Малдиви, Малки далечни острови на САЩ, Маршалови острови, Мианмар, Микронезия, Мозамбик, Науру, Ниуе, Нова Каледония, Оман, Остров Рождество, Острови Кук, Палау, Папуа Нова Гвинея, Питкерн, Провинции в КНР, Реюнион, Самоа, Северни Мариански острови, Сейшели, Сингапур, Соломонови острови, Сомалия, Тайван, Тайланд, Танзания, Токелау, Тонга, Тувалу, Уолис и Футуна, Фиджи, Филипини, Френска Полинезия, Шри Ланка и Япония.